# Giovanna la pallida (film 1921)
Giovanna la pallida è un film del 1921 diretto da Ivo Illuminati. È ispirato all'omonimo romanzo di Honoré de Balzac.